# 1820
Portal Geschichte | Portal Biografien | Aktuelle Ereignisse | Jahreskalender | Tagesartikel

◄ |
18. Jahrhundert |
19. Jahrhundert
| 20. Jahrhundert | ►

◄ |
1790er |
1800er |
1810er |
1820er
| 1830er | 1840er | 1850er | ►

◄◄ |
◄ |
1816 |
1817 |
1818 |
1819 |
1820
| 1821 | 1822 | 1823 | 1824 | ► | ►►
Staatsoberhäupter · Wahlen · Nekrolog  · Literaturjahr · Musikjahr
| Januar | Januar | Januar | Januar | Januar | Januar | Januar | Januar |
| Kw     | Mo     | Di     | Mi     | Do     | Fr     | Sa     | So     |
| ------ | ------ | ------ | ------ | ------ | ------ | ------ | ------ |
| 52     |        |        |        |        |        | 1      | 2      |
| 1      | 3      | 4      | 5      | 6      | 7      | 8      | 9      |
| 2      | 10     | 11     | 12     | 13     | 14     | 15     | 16     |
| 3      | 17     | 18     | 19     | 20     | 21     | 22     | 23     |
| 4      | 24     | 25     | 26     | 27     | 28     | 29     | 30     |
| 5      | 31     |        |        |        |        |        |        |

| Februar | Februar | Februar | Februar | Februar | Februar | Februar | Februar |
| Kw      | Mo      | Di      | Mi      | Do      | Fr      | Sa      | So      |
| ------- | ------- | ------- | ------- | ------- | ------- | ------- | ------- |
| 5       |         | 1       | 2       | 3       | 4       | 5       | 6       |
| 6       | 7       | 8       | 9       | 10      | 11      | 12      | 13      |
| 7       | 14      | 15      | 16      | 17      | 18      | 19      | 20      |
| 8       | 21      | 22      | 23      | 24      | 25      | 26      | 27      |
| 9       | 28      | 29      |         |         |         |         |         |

| März | März | März | März | März | März | März | März |
| Kw   | Mo   | Di   | Mi   | Do   | Fr   | Sa   | So   |
| ---- | ---- | ---- | ---- | ---- | ---- | ---- | ---- |
| 9    |      |      | 1    | 2    | 3    | 4    | 5    |
| 10   | 6    | 7    | 8    | 9    | 10   | 11   | 12   |
| 11   | 13   | 14   | 15   | 16   | 17   | 18   | 19   |
| 12   | 20   | 21   | 22   | 23   | 24   | 25   | 26   |
| 13   | 27   | 28   | 29   | 30   | 31   |      |      |

| April | April | April | April | April | April | April | April |
| Kw    | Mo    | Di    | Mi    | Do    | Fr    | Sa    | So    |
| ----- | ----- | ----- | ----- | ----- | ----- | ----- | ----- |
| 13    |       |       |       |       |       | 1     | 2     |
| 14    | 3     | 4     | 5     | 6     | 7     | 8     | 9     |
| 15    | 10    | 11    | 12    | 13    | 14    | 15    | 16    |
| 16    | 17    | 18    | 19    | 20    | 21    | 22    | 23    |
| 17    | 24    | 25    | 26    | 27    | 28    | 29    | 30    |

| Mai | Mai | Mai | Mai | Mai | Mai | Mai | Mai |
| Kw  | Mo  | Di  | Mi  | Do  | Fr  | Sa  | So  |
| --- | --- | --- | --- | --- | --- | --- | --- |
| 18  | 1   | 2   | 3   | 4   | 5   | 6   | 7   |
| 19  | 8   | 9   | 10  | 11  | 12  | 13  | 14  |
| 20  | 15  | 16  | 17  | 18  | 19  | 20  | 21  |
| 21  | 22  | 23  | 24  | 25  | 26  | 27  | 28  |
| 22  | 29  | 30  | 31  |     |     |     |     |

| Juni | Juni | Juni | Juni | Juni | Juni | Juni | Juni |
| Kw   | Mo   | Di   | Mi   | Do   | Fr   | Sa   | So   |
| ---- | ---- | ---- | ---- | ---- | ---- | ---- | ---- |
| 22   |      |      |      | 1    | 2    | 3    | 4    |
| 23   | 5    | 6    | 7    | 8    | 9    | 10   | 11   |
| 24   | 12   | 13   | 14   | 15   | 16   | 17   | 18   |
| 25   | 19   | 20   | 21   | 22   | 23   | 24   | 25   |
| 26   | 26   | 27   | 28   | 29   | 30   |      |      |

| Juli | Juli | Juli | Juli | Juli | Juli | Juli | Juli |
| Kw   | Mo   | Di   | Mi   | Do   | Fr   | Sa   | So   |
| ---- | ---- | ---- | ---- | ---- | ---- | ---- | ---- |
| 26   |      |      |      |      |      | 1    | 2    |
| 27   | 3    | 4    | 5    | 6    | 7    | 8    | 9    |
| 28   | 10   | 11   | 12   | 13   | 14   | 15   | 16   |
| 29   | 17   | 18   | 19   | 20   | 21   | 22   | 23   |
| 30   | 24   | 25   | 26   | 27   | 28   | 29   | 30   |
| 31   | 31   |      |      |      |      |      |      |

| August | August | August | August | August | August | August | August |
| Kw     | Mo     | Di     | Mi     | Do     | Fr     | Sa     | So     |
| ------ | ------ | ------ | ------ | ------ | ------ | ------ | ------ |
| 31     |        | 1      | 2      | 3      | 4      | 5      | 6      |
| 32     | 7      | 8      | 9      | 10     | 11     | 12     | 13     |
| 33     | 14     | 15     | 16     | 17     | 18     | 19     | 20     |
| 34     | 21     | 22     | 23     | 24     | 25     | 26     | 27     |
| 35     | 28     | 29     | 30     | 31     |        |        |        |

| September | September | September | September | September | September | September | September |
| Kw        | Mo        | Di        | Mi        | Do        | Fr        | Sa        | So        |
| --------- | --------- | --------- | --------- | --------- | --------- | --------- | --------- |
| 35        |           |           |           |           | 1         | 2         | 3         |
| 36        | 4         | 5         | 6         | 7         | 8         | 9         | 10        |
| 37        | 11        | 12        | 13        | 14        | 15        | 16        | 17        |
| 38        | 18        | 19        | 20        | 21        | 22        | 23        | 24        |
| 39        | 25        | 26        | 27        | 28        | 29        | 30        |           |

| Oktober | Oktober | Oktober | Oktober | Oktober | Oktober | Oktober | Oktober |
| Kw      | Mo      | Di      | Mi      | Do      | Fr      | Sa      | So      |
| ------- | ------- | ------- | ------- | ------- | ------- | ------- | ------- |
| 39      |         |         |         |         |         |         | 1       |
| 40      | 2       | 3       | 4       | 5       | 6       | 7       | 8       |
| 41      | 9       | 10      | 11      | 12      | 13      | 14      | 15      |
| 42      | 16      | 17      | 18      | 19      | 20      | 21      | 22      |
| 43      | 23      | 24      | 25      | 26      | 27      | 28      | 29      |
| 44      | 30      | 31      |         |         |         |         |         |

| November | November | November | November | November | November | November | November |
| Kw       | Mo       | Di       | Mi       | Do       | Fr       | Sa       | So       |
| -------- | -------- | -------- | -------- | -------- | -------- | -------- | -------- |
| 44       |          |          | 1        | 2        | 3        | 4        | 5        |
| 45       | 6        | 7        | 8        | 9        | 10       | 11       | 12       |
| 46       | 13       | 14       | 15       | 16       | 17       | 18       | 19       |
| 47       | 20       | 21       | 22       | 23       | 24       | 25       | 26       |
| 48       | 27       | 28       | 29       | 30       |          |          |          |

| Dezember | Dezember | Dezember | Dezember | Dezember | Dezember | Dezember | Dezember |
| Kw       | Mo       | Di       | Mi       | Do       | Fr       | Sa       | So       |
| -------- | -------- | -------- | -------- | -------- | -------- | -------- | -------- |
| 48       |          |          |          |          | 1        | 2        | 3        |
| 49       | 4        | 5        | 6        | 7        | 8        | 9        | 10       |
| 50       | 11       | 12       | 13       | 14       | 15       | 16       | 17       |
| 51       | 18       | 19       | 20       | 21       | 22       | 23       | 24       |
| 52       | 25       | 26       | 27       | 28       | 29       | 30       | 31       |

| Januar | Januar | Januar | Januar | Januar | Januar | Januar | Januar |
| Kw     | Mo     | Di     | Mi     | Do     | Fr     | Sa     | So     |
| ------ | ------ | ------ | ------ | ------ | ------ | ------ | ------ |
| 52     |        |        |        |        |        | 1      | 2      |
| 1      | 3      | 4      | 5      | 6      | 7      | 8      | 9      |
| 2      | 10     | 11     | 12     | 13     | 14     | 15     | 16     |
| 3      | 17     | 18     | 19     | 20     | 21     | 22     | 23     |
| 4      | 24     | 25     | 26     | 27     | 28     | 29     | 30     |
| 5      | 31     |        |        |        |        |        |        |

| Februar | Februar | Februar | Februar | Februar | Februar | Februar | Februar |
| Kw      | Mo      | Di      | Mi      | Do      | Fr      | Sa      | So      |
| ------- | ------- | ------- | ------- | ------- | ------- | ------- | ------- |
| 5       |         | 1       | 2       | 3       | 4       | 5       | 6       |
| 6       | 7       | 8       | 9       | 10      | 11      | 12      | 13      |
| 7       | 14      | 15      | 16      | 17      | 18      | 19      | 20      |
| 8       | 21      | 22      | 23      | 24      | 25      | 26      | 27      |
| 9       | 28      | 29      |         |         |         |         |         |

| März | März | März | März | März | März | März | März |
| Kw   | Mo   | Di   | Mi   | Do   | Fr   | Sa   | So   |
| ---- | ---- | ---- | ---- | ---- | ---- | ---- | ---- |
| 9    |      |      | 1    | 2    | 3    | 4    | 5    |
| 10   | 6    | 7    | 8    | 9    | 10   | 11   | 12   |
| 11   | 13   | 14   | 15   | 16   | 17   | 18   | 19   |
| 12   | 20   | 21   | 22   | 23   | 24   | 25   | 26   |
| 13   | 27   | 28   | 29   | 30   | 31   |      |      |

| April | April | April | April | April | April | April | April |
| Kw    | Mo    | Di    | Mi    | Do    | Fr    | Sa    | So    |
| ----- | ----- | ----- | ----- | ----- | ----- | ----- | ----- |
| 13    |       |       |       |       |       | 1     | 2     |
| 14    | 3     | 4     | 5     | 6     | 7     | 8     | 9     |
| 15    | 10    | 11    | 12    | 13    | 14    | 15    | 16    |
| 16    | 17    | 18    | 19    | 20    | 21    | 22    | 23    |
| 17    | 24    | 25    | 26    | 27    | 28    | 29    | 30    |

| Mai | Mai | Mai | Mai | Mai | Mai | Mai | Mai |
| Kw  | Mo  | Di  | Mi  | Do  | Fr  | Sa  | So  |
| --- | --- | --- | --- | --- | --- | --- | --- |
| 18  | 1   | 2   | 3   | 4   | 5   | 6   | 7   |
| 19  | 8   | 9   | 10  | 11  | 12  | 13  | 14  |
| 20  | 15  | 16  | 17  | 18  | 19  | 20  | 21  |
| 21  | 22  | 23  | 24  | 25  | 26  | 27  | 28  |
| 22  | 29  | 30  | 31  |     |     |     |     |

| Juni | Juni | Juni | Juni | Juni | Juni | Juni | Juni |
| Kw   | Mo   | Di   | Mi   | Do   | Fr   | Sa   | So   |
| ---- | ---- | ---- | ---- | ---- | ---- | ---- | ---- |
| 22   |      |      |      | 1    | 2    | 3    | 4    |
| 23   | 5    | 6    | 7    | 8    | 9    | 10   | 11   |
| 24   | 12   | 13   | 14   | 15   | 16   | 17   | 18   |
| 25   | 19   | 20   | 21   | 22   | 23   | 24   | 25   |
| 26   | 26   | 27   | 28   | 29   | 30   |      |      |

| Juli | Juli | Juli | Juli | Juli | Juli | Juli | Juli |
| Kw   | Mo   | Di   | Mi   | Do   | Fr   | Sa   | So   |
| ---- | ---- | ---- | ---- | ---- | ---- | ---- | ---- |
| 26   |      |      |      |      |      | 1    | 2    |
| 27   | 3    | 4    | 5    | 6    | 7    | 8    | 9    |
| 28   | 10   | 11   | 12   | 13   | 14   | 15   | 16   |
| 29   | 17   | 18   | 19   | 20   | 21   | 22   | 23   |
| 30   | 24   | 25   | 26   | 27   | 28   | 29   | 30   |
| 31   | 31   |      |      |      |      |      |      |

| August | August | August | August | August | August | August | August |
| Kw     | Mo     | Di     | Mi     | Do     | Fr     | Sa     | So     |
| ------ | ------ | ------ | ------ | ------ | ------ | ------ | ------ |
| 31     |        | 1      | 2      | 3      | 4      | 5      | 6      |
| 32     | 7      | 8      | 9      | 10     | 11     | 12     | 13     |
| 33     | 14     | 15     | 16     | 17     | 18     | 19     | 20     |
| 34     | 21     | 22     | 23     | 24     | 25     | 26     | 27     |
| 35     | 28     | 29     | 30     | 31     |        |        |        |

| September | September | September | September | September | September | September | September |
| Kw        | Mo        | Di        | Mi        | Do        | Fr        | Sa        | So        |
| --------- | --------- | --------- | --------- | --------- | --------- | --------- | --------- |
| 35        |           |           |           |           | 1         | 2         | 3         |
| 36        | 4         | 5         | 6         | 7         | 8         | 9         | 10        |
| 37        | 11        | 12        | 13        | 14        | 15        | 16        | 17        |
| 38        | 18        | 19        | 20        | 21        | 22        | 23        | 24        |
| 39        | 25        | 26        | 27        | 28        | 29        | 30        |           |

| Oktober | Oktober | Oktober | Oktober | Oktober | Oktober | Oktober | Oktober |
| Kw      | Mo      | Di      | Mi      | Do      | Fr      | Sa      | So      |
| ------- | ------- | ------- | ------- | ------- | ------- | ------- | ------- |
| 39      |         |         |         |         |         |         | 1       |
| 40      | 2       | 3       | 4       | 5       | 6       | 7       | 8       |
| 41      | 9       | 10      | 11      | 12      | 13      | 14      | 15      |
| 42      | 16      | 17      | 18      | 19      | 20      | 21      | 22      |
| 43      | 23      | 24      | 25      | 26      | 27      | 28      | 29      |
| 44      | 30      | 31      |         |         |         |         |         |

| November | November | November | November | November | November | November | November |
| Kw       | Mo       | Di       | Mi       | Do       | Fr       | Sa       | So       |
| -------- | -------- | -------- | -------- | -------- | -------- | -------- | -------- |
| 44       |          |          | 1        | 2        | 3        | 4        | 5        |
| 45       | 6        | 7        | 8        | 9        | 10       | 11       | 12       |
| 46       | 13       | 14       | 15       | 16       | 17       | 18       | 19       |
| 47       | 20       | 21       | 22       | 23       | 24       | 25       | 26       |
| 48       | 27       | 28       | 29       | 30       |          |          |          |

| Dezember | Dezember | Dezember | Dezember | Dezember | Dezember | Dezember | Dezember |
| Kw       | Mo       | Di       | Mi       | Do       | Fr       | Sa       | So       |
| -------- | -------- | -------- | -------- | -------- | -------- | -------- | -------- |
| 48       |          |          |          |          | 1        | 2        | 3        |
| 49       | 4        | 5        | 6        | 7        | 8        | 9        | 10       |
| 50       | 11       | 12       | 13       | 14       | 15       | 16       | 17       |
| 51       | 18       | 19       | 20       | 21       | 22       | 23       | 24       |
| 52       | 25       | 26       | 27       | 28       | 29       | 30       | 31       |

## Ereignisse

### Politik und Weltgeschehen

#### Iberische Halbinsel
- 1. Januar: Spanien wird nach einem Staatsstreich konstitutionelle Monarchie. Der Trienio Liberal beginnt. Am 9. März wird die Junta Provisional Gubernativa gebildet.
- 24. August: In Porto bricht ein Aufstand von Offizieren aus. Die Liberale Revolution in Portugal zielt auf die Rückkehr des in Brasilien residierenden Königs Johann VI., die Schaffung einer konstitutionellen Monarchie und das Entfernen der infolge der Napoleonischen Kriege im Lande weilenden britischen Militärs ab. William Beresford, 1. Viscount Beresford, der Befehlshaber der britischen Truppen in Portugal, der in den vergangenen Jahren liberale und revolutionäre Ideen brutal unterdrückt hat, befindet sich zu diesem Zeitpunkt gerade in Brasilien. Seine Rückkehr nach Portugal erfolgt zu spät, um das Blatt noch zu wenden.

#### Großbritannien
- 29. Januar: Thronwechsel in Großbritannien. Auf Georg III. folgt sein Sohn Georg IV., der bereits seit 1811 für seinen erkrankten Vater als Regent amtiert.

#### Troppauer Fürstenkongress

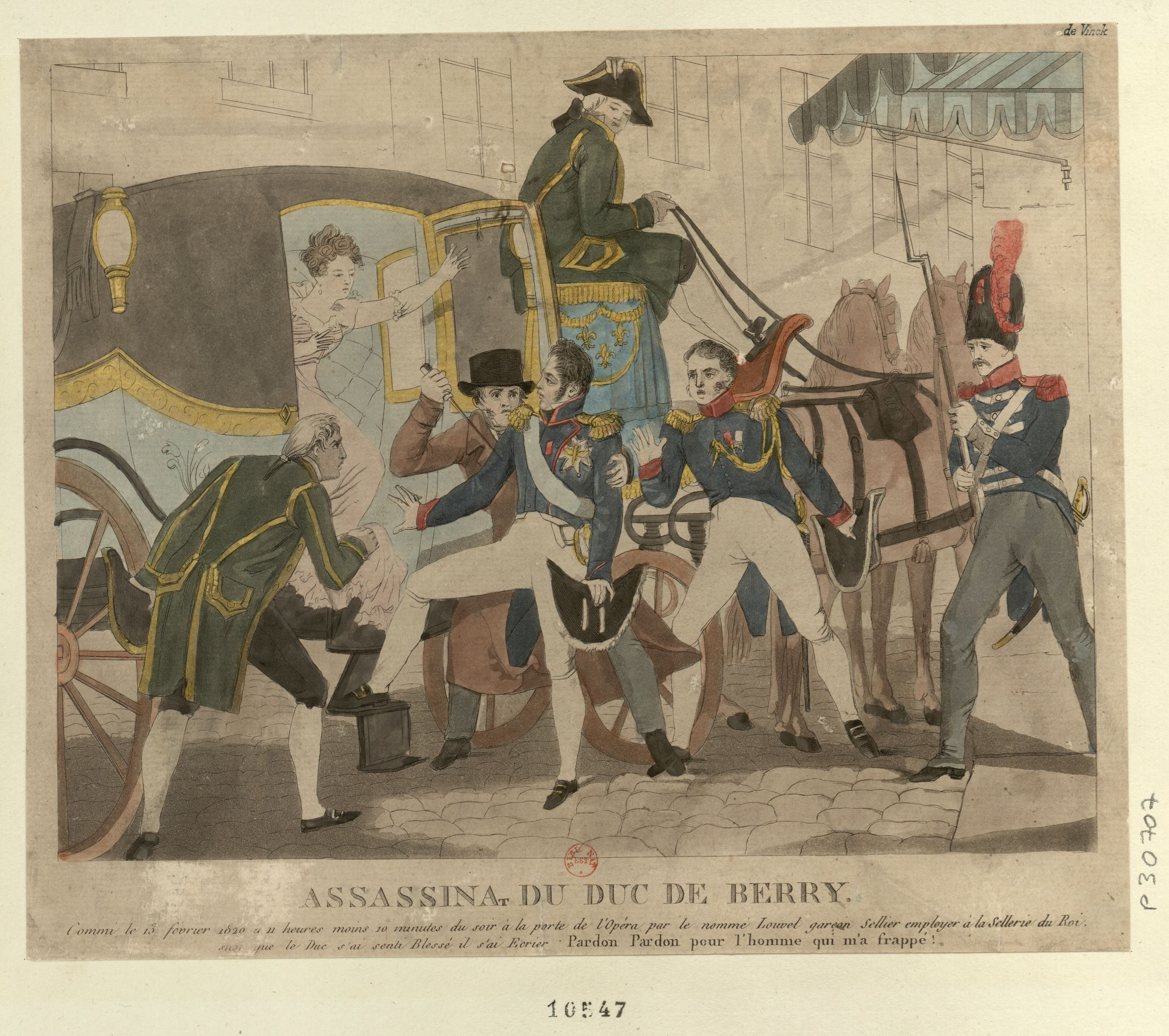
Zeitgenössische Darstellung des Attentats auf den Herzog von Berry

- 13. Februar: Charles-Ferdinand de Bourbon, duc de Berry wird nach einem Besuch der Pariser Oper von Pierre Louis Louvel niedergestochen. Am nächsten Tag stirbt das Attentatsopfer. Vor dem Gerichtshof der Pairskammer gibt Louvel am 5. Juni die Erklärung ab, dass ihn keine persönliche Beleidigung, sondern allein die Erbitterung über die Restauration zu dem Mord an einem Mitglied des Hauses Bourbon verleitet habe. Er wird am 7. Juni durch die Guillotine hingerichtet.
- 20. Oktober: Der Troppauer Fürstenkongress beginnt, auf dem die europäischen Großmächte eine Verhaltensregel beim Aufkeimen republikanischer Ideen in Monarchien finden wollen. Revolutionäre Entwicklungen im Königreich beider Sizilien lassen diese Frage akut werden.
- 19. November: Beim Troppauer Fürstenkongress einigen sich Zar Alexander I., Kaiser Franz I. von Österreich und Preußens Kronprinz Friedrich Wilhelm aufkommende republikanische Rebellionen in europäischen Staaten durch Interventionen zu bekämpfen. Das am Kongress teilnehmende Großbritannien protestiert dagegen und unterschreibt dies nicht.

#### Deutscher Bund
- 23. März: In der preußischen Provinz Sachsen wird das Turnen an Schulen und Universitäten aus politischen Gründen verboten.
- 15. Mai: In Wien enden die Beratungen zu den Grundlagen des Deutschen Bundes, die in der Wiener Schlussakte zusammengefasst sind.
- 8. Juni: Die Wiener Schlussakte als gleichwertiges zweites Bundesgrundgesetz neben der Bundesakte tritt in Kraft.
- 21. Dezember: Das Großherzogtum Hessen erhält eine Verfassung.

#### Nordamerika

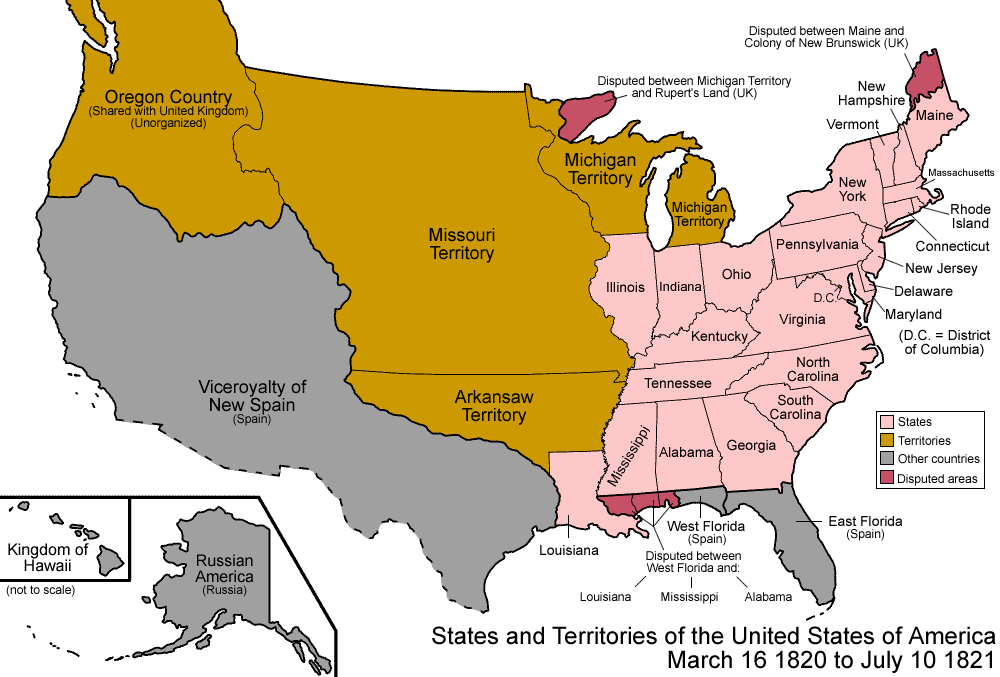
Vereinigte Staaten 1820

- 5. März: Der Missouri-Kompromiss von Henry Clay wird durch den 16. Kongress der Vereinigten Staaten ratifiziert. Er regelt für die nächsten 30 Jahre die Frage der territorialen Ausweitung der Sklaverei in den Vereinigten Staaten. Er wird am 6. März von Präsident James Monroe unterzeichnet.
- 15. März: Um den Stimmengleichstand zwischen sklavenhaltenden und sklavenfreien Staaten für den Fall der Aufnahme Missouris in die Union zu gewährleisten, wird Maine von Massachusetts abgetrennt und als 23. Bundesstaat in die Vereinigten Staaten aufgenommen.
- April: DeWitt Clinton gewinnt die Gouverneurswahl in New York.
- Der United States Census 1820, die vierte Volkszählung in den Vereinigten Staaten seit 1790, ergibt zum Stichtag 7. August eine Bevölkerungszahl von 9.638.453 Einwohnern, davon 1.538.022 Sklaven.
- 1. November bis 6. Dezember: Der amtierende Präsident James Monroe gewinnt als einziger Kandidat die Präsidentschaftswahl in den Vereinigten Staaten. Eine Wahlmännerstimme entfällt auf Außenminister John Quincy Adams, der gar nicht kandidiert hat.
- Der Pemmikan-Krieg endet.

#### Lateinamerika
- 1. Februar: Die Schlacht von Cepeda entscheidet den argentinischen Bürgerkrieg zugunsten der Föderalisten über die Unitarier.
- 23. Februar: In der argentinischen Stadt Pilar wird der Vertrag von Pilar unterzeichnet. Er gilt als Grundlage für die föderalistische Organisation des Landes.
- Guatemala: Blutige Niederschlagung eines Indianeraufstandes

#### Weitere Ereignisse weltweit

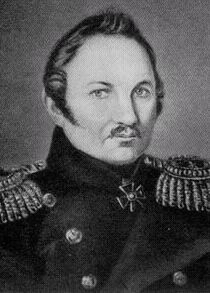
Fabian Gottlieb von Bellingshausen

- 28. Januar: Der in russischen Diensten stehende Kapitän Fabian Gottlieb von Bellingshausen sichtet vermutlich als erster Mensch die Antarktis.
- 3. Oktober: Daoguang aus der Qing-Dynastie wird Kaiser von China. Er folgt seinem am 2. September verstorbenen Vater Jiaqing auf den Thron.
- Ägypter unter Mehemed Ali gründen ein Militärlager, aus dem sich die spätere sudanesische Hauptstadt Khartum entwickeln wird. Bald darauf siedeln sich Einheimische an, um den Handel mit den Ägyptern zu intensivieren.

### Wirtschaft
- Die Verhandlungen über einen Süddeutschen Zollverein beginnen.
- Die Amsterdamer Wechselbank schließt ihre Tore.
- Das Analectic Magazine wird eingestellt.

### Wissenschaft und Technik
- 20. Oktober: Das Royal Observatory, Cape of Good Hope, wird durch einen Beschluss von König Georg IV. vom britischen Board of Longitude gegründet.
- Joseph Louis Gay-Lussac entdeckt die Unabhängigkeit der spezifischen Wärme vom Volumen der Gase.
- Hans Christian Ørsted erkennt in seinen Versuchen die Ablenkung einer Magnetnadel durch elektrischen Strom.

### Kultur

#### Bildende Kunst

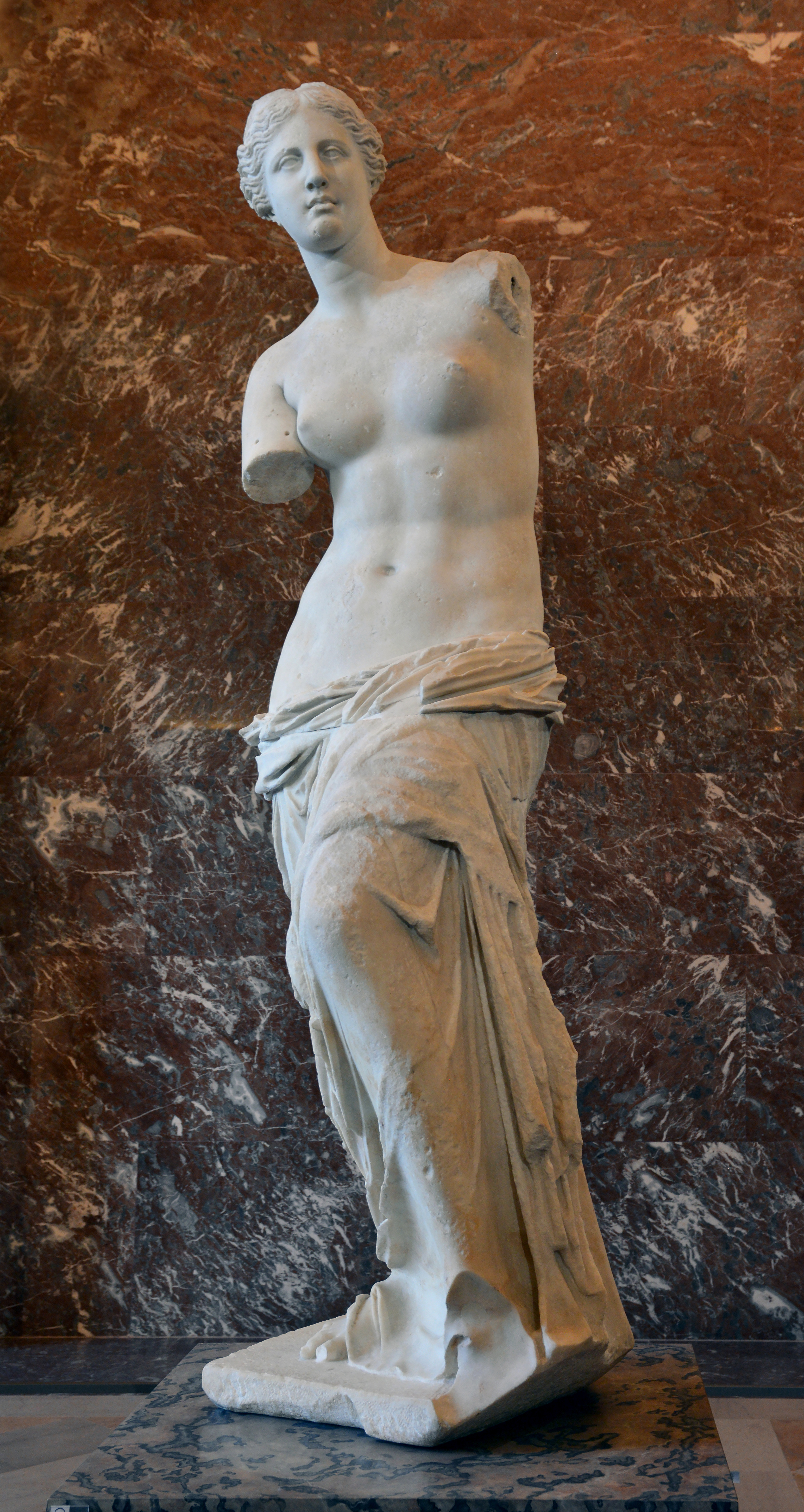
Venus von Milo

- 8. April: Der Bauer Giorgios Kentrotas findet auf der Ägäis-Insel Milos bei der Suche nach Baumaterial die Venus von Milo.

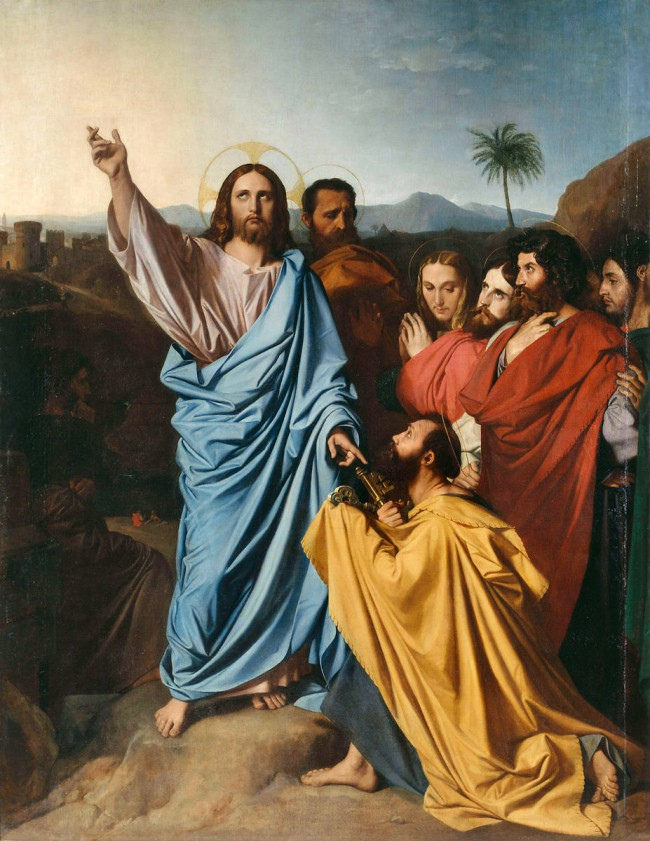
Christus übergibt Petrus die Schlüssel

- Der französische Maler Jean-Auguste-Dominique Ingres fertigt für den Konvent Santissima Trinità dei Monti in Rom in Öl auf Leinwand das Historiengemälde Christus übergibt Petrus die Schlüssel des Paradieses.

#### Literatur

Skizze des Schiffsjungen Thomas Nickerson zum Angriff des Pottwals

#### Musik und Theater
- 27. Januar: An der Opéra-Comique in Paris erfolgt die Uraufführung der komischen Oper Die Schäferin als Edeldame von Daniel-François-Esprit Auber.
- 14. Juni: Am Theater am Kärntnertor in Wien erfolgt die Uraufführung des Singspiels Die Zwillingsbrüder von Franz Schubert auf das Libretto von Georg von Hofmann.
- 3. August: Anlässlich des Geburtstags von König Friedrich Wilhelm III. erfolgt die Uraufführung des Liedes Borussia in der Königlichen Oper Berlin. Noch im selben Jahr wird sie als preußische Nationalhymne dekretiert und von da an in allen Schulen und bei patriotischen Festlichkeiten gesungen.
- 19. August: Die Uraufführung des Melodrams Die Zauberharfe von Franz Schubert nach einem Text von Georg von Hofmann findet am Theater an der Wien bei Wien statt.
- 26. Dezember: Fedra, eine Oper in zwei Akten von Johann Simon Mayr auf das Libretto von Luigi Romanelli wird an der Mailänder Scala uraufgeführt.

### Gesellschaft

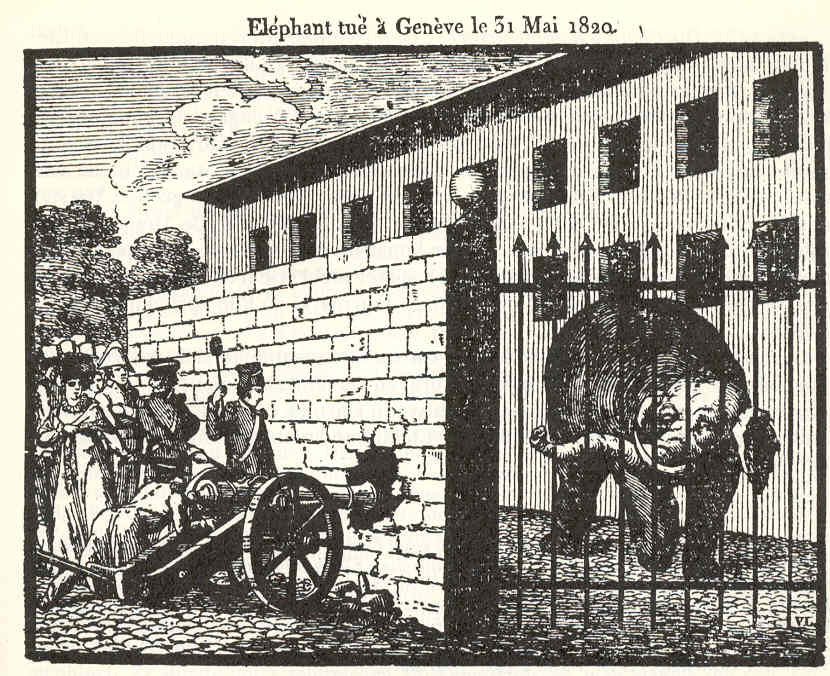
Die Exekution des Elefanten der Mademoiselle Garnier

- 31. Mai: In Genf wird der Elefant der Mademoiselle Garnier, Teil einer Wandermenagerie, auf Wunsch seiner Besitzerin mit einem Kanonenschuss getötet.
- George Tomlinson gründet an der Universität Cambridge die Geheimgesellschaft Cambridge Apostles nach dem Vorbild einer Freimaurerloge. Der Debattierclub trifft sich einmal wöchentlich an Samstagen.

### Sport
- 14. Juli: Der Rocky-Mountains-Berg Pikes Peak in Colorado wird vom Botaniker Edwin James und zwei Begleitern als Ersten bestiegen.
- 27. August: Josef Naus und seine zwei Begleiter sind die ersten Menschen auf der Zugspitze. Sie führen auf dem Berg Vermessungsaufgaben durch.

## Geboren

### Januar/Februar

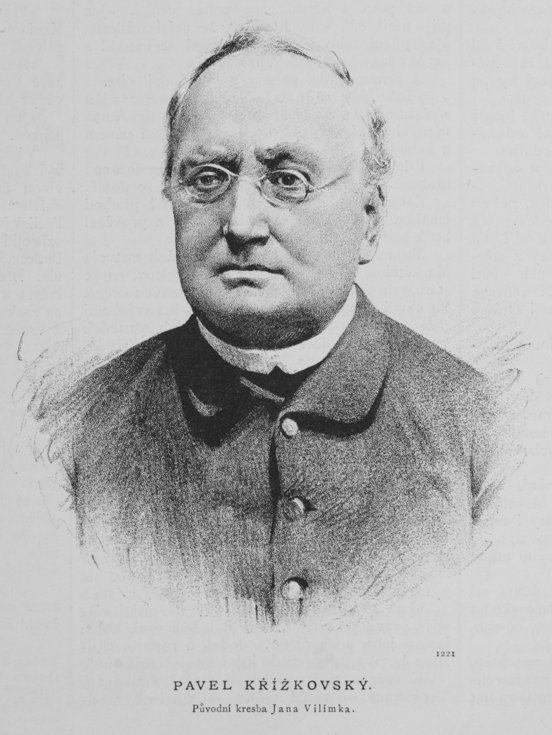
Pavel Křížkovský

- 09. Januar: Pavel Křížkovský, tschechischer Komponist († 1885)
- 10. Januar: Neville Bowles Chamberlain, britischer Feldmarschall († 1902)
- 12. Januar: Enrico Cosenz, italienischer General († 1898)
- 13. Januar: Leopold Hoesch, deutscher Unternehmer († 1899)
- 15. Januar: Johann Ludwig Schneller, Lehrer und Missionar († 1896)
- 16. Januar: Johannes Rebmann, deutscher Missionar und Afrikareisender († 1876)
- 17. Januar: Anne Brontë, britische Schriftstellerin († 1849)
- 18. Januar: Thomas Joseph Hutchinson, britischer Forschungsreisender und Konsul († 1885)
- 20. Januar: Wilhelm Paul Corssen, deutscher Altphilologe und Etruskologe († 1875)

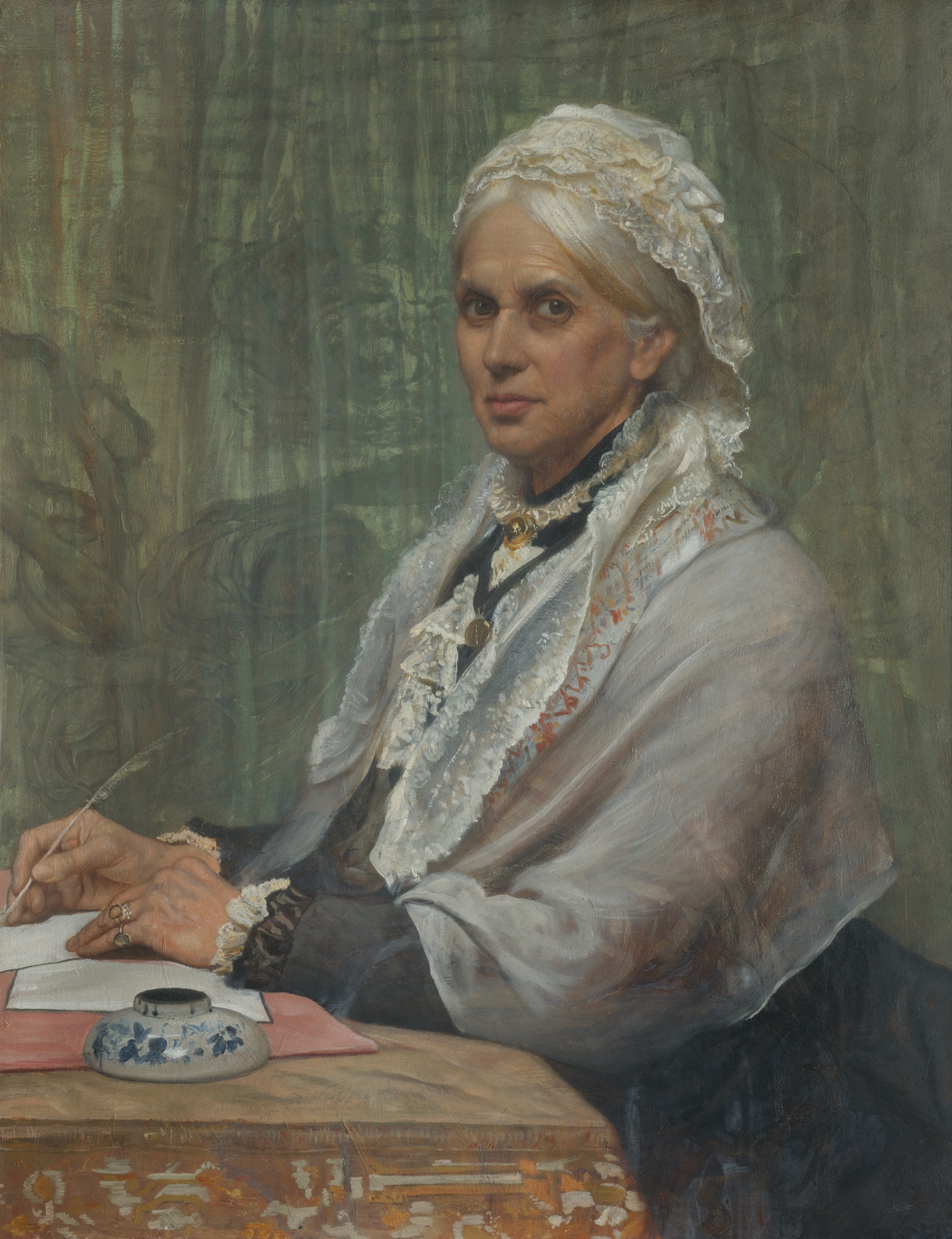
Anne Jemima Clough

- 20. Januar: Anne Clough, britische Frauenrechtlerin und Principal des Newnham Colleges († 1892)
- 21. Januar: Egide Walschaerts, belgischer Maschinenbauingenieur († 1901)
- 22. Januar: Hermann Lingg, deutscher Dichter († 1905)
- 23. Januar: Alexander Nikolajewitsch Serow, russischer Komponist († 1871)
- 24. Januar: Henry J. Raymond, US-amerikanischer Journalist († 1869)
- 25. Januar: Adalbert Heinrich Graf von Baudissin, deutscher Schriftsteller († 1871)
- 25. Januar: Théodore Lissignol, Schweizer Vermessungstechniker, Jurist und Politiker († 1886)
- 26. Januar: Heinrich von Littrow, österreichischer Kartograph und Schriftsteller († 1895)
- 29. Januar: Carl Giskra, österreichischer Staatsmann († 1879)
- 31. Januar: Francesco Corradini, italienischer Philologe († 1888)
- 03. Februar: Anthony W. Gardiner, Präsident von Liberia († 1885)
- 03. Februar: Elisha Kent Kane, US-amerikanischer Forscher, Entdecker und Arzt († 1857)
- 03. Februar: Auguste Nefftzer, französischer Journalist († 1876)
- 04. Februar: Božena Němcová, tschechische Schriftstellerin († 1862)
- 08. Februar: William T. Sherman, US-amerikanischer General († 1891)
- 13. Februar: Béla Kéler, ungarischer Komponist († 1882)
- 13. Februar: Alwine Schroedter, deutsche Illustratorin und Malerin († 1892)

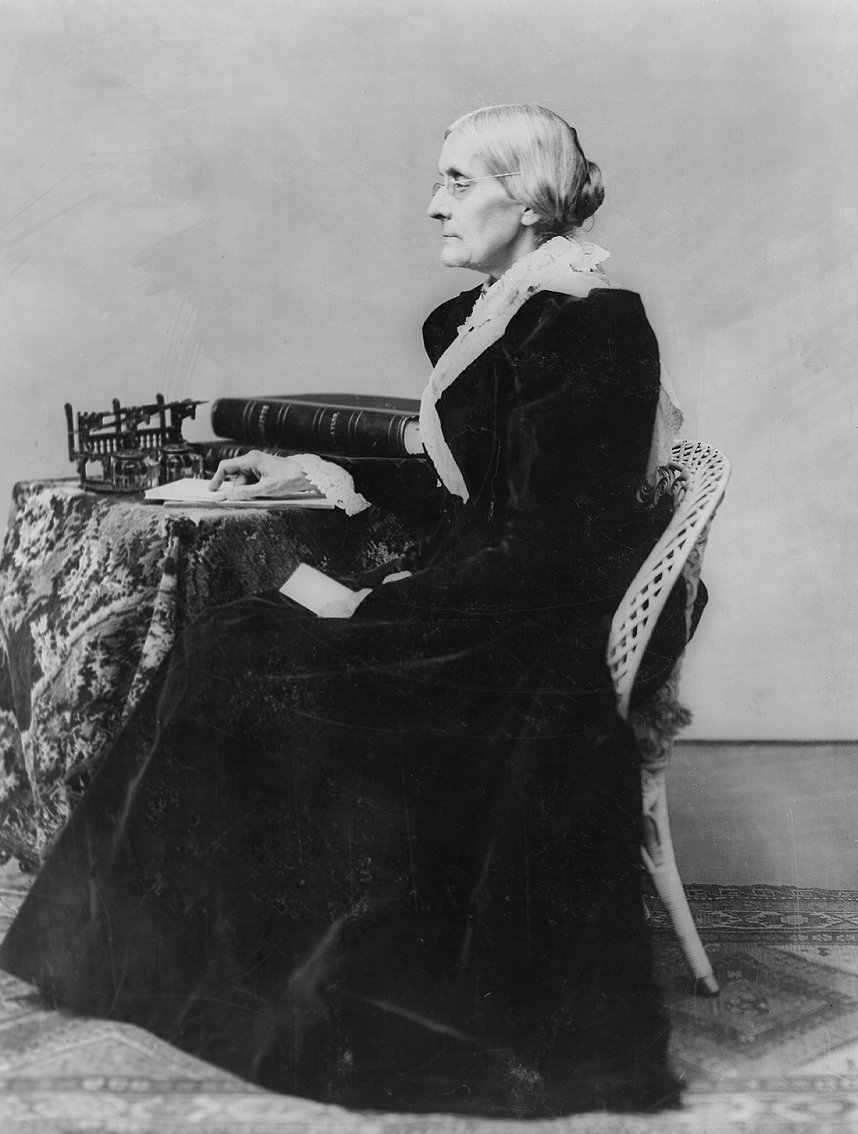
Susan B. Anthony

- 15. Februar: Susan B. Anthony, US-amerikanische Frauenrechtlerin († 1906)
- 17. Februar: Elzéar-Alexandre Taschereau, kanadischer Kardinal († 1898)
- 17. Februar: Henri Vieuxtemps, belgischer Komponist († 1881)
- 23. Februar: David Kalisch, deutscher Schriftsteller († 1872)
- 23. Februar: Jakob Stämpfli, Schweizer Politiker († 1879)
- 26. Februar: Alois von Brinz, deutscher Rechtswissenschaftler und Politiker († 1887)
- 28. Februar: John Tenniel, britischer Illustrator († 1914)

### März/April

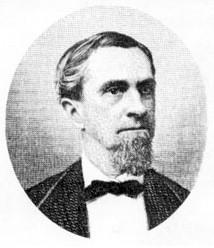
George Davis

- 01. März: George Davis, US-amerikanischer Politiker († 1896)
- 02. März: Eduard Douwes Dekker, niederländischer Schriftsteller († 1887)
- 02. März: Effingham Lawrence, US-amerikanischer Politiker († 1878)
- 04. März: Friedrich Jakob Dochnahl, deutscher Naturforscher und Pomologe († 1904)
- 04. März: Ludwig von Henk, deutscher Vizeadmiral († 1894)
- 05. März: August Siegert, deutscher Maler († 1883)
- 13. März: Johann Nordmann, österreichischer Journalist und Schriftsteller († 1887)
- 14. März: Viktor Emanuel II., König von Sardinien-Piemont und Italien († 1878)
- 16. März: Enrico Tamberlik, italienischer Operntenor († 1889)
- 20. März: Alexandru Ioan Cuza, Gründer und erster Fürst von Rumänien († 1873)
- 21. März: Horace Fairbanks, US-amerikanischer Politiker († 1888)
- 21. März: Siegfried Kapper, tschechischer Schriftsteller, Übersetzer und Arzt jüdischer Herkunft († 1879)
- 23. März: Arthur Seherr-Thoß, preußischer und ungarischer Offizier und Politiker († 1898)
- 24. März: Alexandre Edmond Becquerel, französischer Physiker († 1891)
- 24. März: Fanny Crosby, US-amerikanische Dichterin geistlicher Texte († 1915)
- 24. März: George G. Wright, US-amerikanischer Politiker († 1896)
- 26. März: Julius Karl Arndt, deutscher Pfarrer und Kirchenlieddichter († 1888)
- 27. März: Edward Inglefield, britischer Admiral und Polarforscher († 1894)
- 27. März: Elias David Sassoon, britisch-chinesischer Kaufmann und Opiumhändler († 1880)
- 28. März: Édouard Batiste, französischer Komponist, Organist und Musikpädagoge († 1876)
- 28. März: Stephen Southmyd Fenn, US-amerikanischer Politiker († 1892)

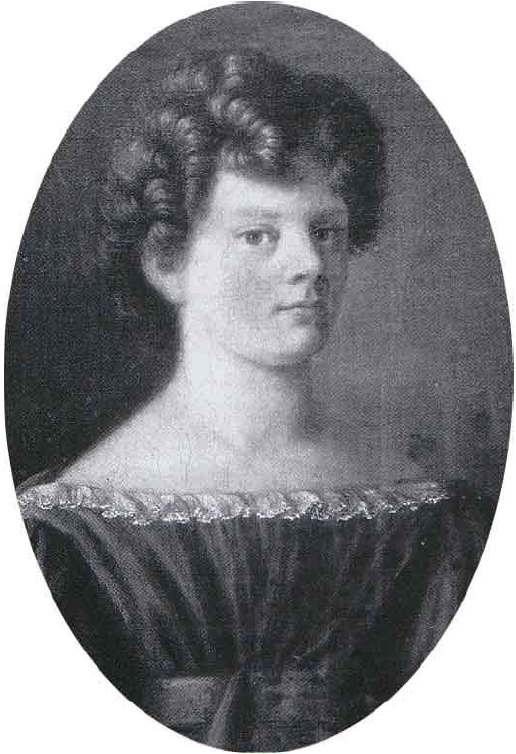
Anna Sewell

- 30. März: Anna Sewell, britische Schriftstellerin († 1878)
- 01. April: James C. Freeman, US-amerikanischer Politiker († 1885)
- 04. April: Mkrtitsch Chrimjan, armenischer Kirchenführer, Publizist und Schriftsteller († 1907)
- 04. April: Gustav von Schlör, bayerischer Staatsminister für Handel und Öffentliche Arbeiten († 1883)
- 04. April: Peter Taugwalder, Schweizer Bergsteiger und Bergführer († 1888)
- 06. April: Nadar, französischer Fotograf, Schriftsteller, Zeichner und Luftschiffer († 1910)
- 07. April: Amand Goegg, badischer Freiheitskämpfer († 1897)
- 10. April: Karl Gustav Ackermann, deutscher Politiker († 1901)
- 11. April: Hermann Knoblauch, deutscher Physiker († 1895)
- 13. April: José Mariano Melgarejo, Präsident von Bolivien († 1871)
- 15. April: Armand Barthet, französischer Dichter († 1874)
- 17. April: Johan Gottfried Conradi, norwegischer Komponist († 1896)
- 21. April: Auguste Geffroy, französischer Historiker († 1895)
- 22. April: Karl Twesten, deutscher Politiker und Jurist († 1870)
- 27. April: Herbert Spencer, englischer Philosoph und Soziologe († 1903)
- 27. April: Hermann Theodor Breithaupt, deutscher Geologe, Ingenieur und Patriot († 1885)
- 29. April: Henry Watkins Allen, Gouverneur des US-Bundesstaates Louisiana und Brigadegeneral des konföderierten Heeres im Sezessionskrieg († 1866)

### Mai/Juni
- 01. Mai: Henry Yule, schottischer Ingenieur, Geograph, Eisenbahnplaner und Orientalist († 1889)

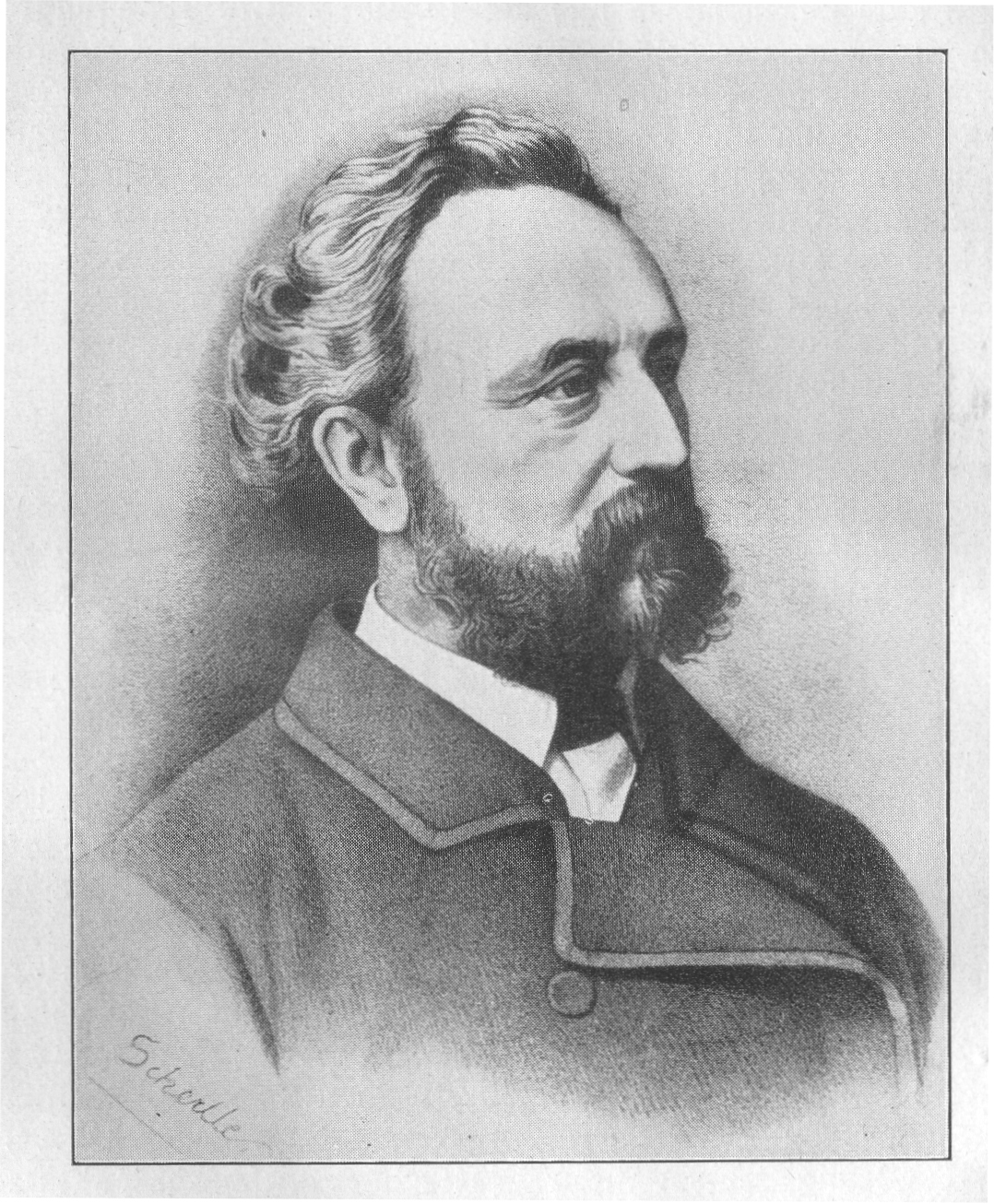
Robert Gerwig

- 02. Mai: Robert Gerwig, deutscher Bauingenieur († 1885)
- 03. Mai: Vincenzo Vela, Schweizer Freiheitskämpfer, Künstler und Bildhauer († 1891)
- 04. Mai: Joannis Ferrouillat, französischer Politiker († 1903)
- 04. Mai: John Whiteaker, US-amerikanischer Politiker († 1902)
- 08. Mai: Theodor Mattern, Berliner Kaufmann und Färbereibesitzer († 1886)
- 09. Mai: Willard Preble Hall, US-amerikanischer Politiker († 1882)
- 12. Mai: Josef Mánes, tschechischer Maler und Vertreter der Romantik († 1871)

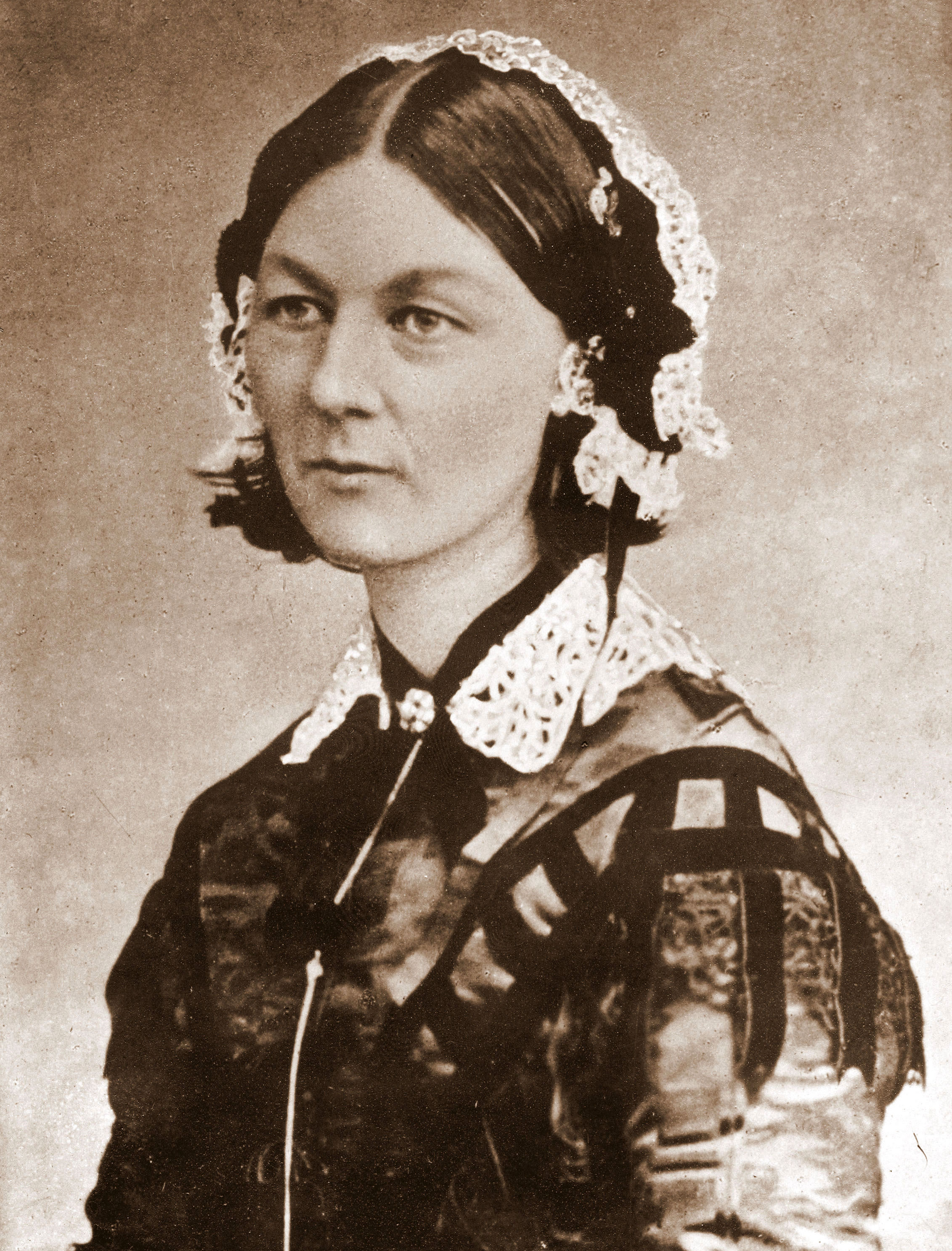
Florence Nightingale

- 12. Mai: Florence Nightingale, englische Krankenschwester, Wegbereiterin der modernen Krankenpflege († 1910)
- 17. Mai: Sergei Solowjow, russischer Geschichtsschreiber († 1879)
- 17. Mai: Louis St. Martin, US-amerikanischer Politiker († 1893)
- 21. Mai: Nikolai de Giers, russischer Staatsmann († 1895)
- 23. Mai: James Buchanan Eads, US-amerikanischer Ingenieur († 1887)
- 24. Mai: Carl Ferdinand Appun, deutscher Naturforscher und Reisender († 1872)
- 25. Mai: François Charles du Barail, französischer Militär und Politiker († 1902)
- 26. Mai: Hermann Brassert, preußischer Jurist und Berghauptmann († 1901)
- 29. Mai: Friedrich Bernhard Gustav von Arnim, preußischer Politiker († 1904)
- 02. Juni: Adolf Rueff, deutscher Tierarzt († 1885)
- 02. Juni: Willard Saulsbury, US-amerikanischer Jurist und Politiker († 1892)
- 09. Juni: Heinrich Emil Hartmeyer, deutscher Jurist und Verleger († 1902)
- 11. Juni: Vincent Baron, französischer Schauspieler und Bildhauer († 1892)
- 13. Juni: Julius Faucher, deutscher Journalist, Freihändler und Manchester-Liberaler († 1878)
- 21. Juni: Heinrich Bürgers, deutscher Journalist und Reichstagsabgeordneter († 1878)
- 23. Juni: Friedrich Hermann Semmig, deutscher Schriftsteller und Philosoph († 1897)
- 25. Juni: Ludwig Binswanger, deutscher Arzt, der in der Schweiz tätig war († 1880)
- 27. Juni: Hermann Abeken, deutscher Autor und Politiker († 1854)
- 27. Juni: Ignaz Pilat, österreichischer Gärtner, der den Central Park in New York mitgestaltete († 1870)

### Juli/August

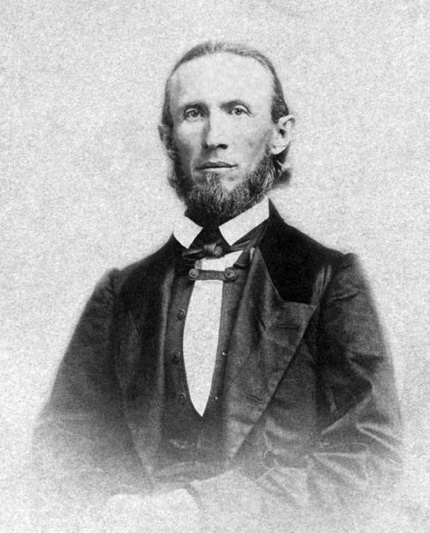
George Law Curry (1853)

- 02. Juli: George Law Curry, US-amerikanischer Politiker († 1878)
- 03. Juli: Hugo Emil Schober, deutscher Agrarwissenschaftler († 1882)
- 05. Juli: Luke Pryor, US-amerikanischer Politiker († 1900)
- 05. Juli: William John Macquorn Rankine, britischer Physiker und Ingenieur († 1872)
- 08. Juli: Otto Heyden, deutscher Maler († 1897)
- 11. Juli: Friedrich Spiegel, deutscher Orientalist und Kenner des Zendavesta († 1905)
- 14. Juli: Sigismund Wilhelm Koelle, Missionar und Sprachforscher († 1902)
- 15. Juli: Charles Henry Hardin, US-amerikanischer Politiker († 1892)
- 18. Juli: Jacob Hart Ela, US-amerikanischer Politiker († 1884)
- 22. Juli: Oliver Mowat, kanadischer Politiker († 1903)
- 24. Juli: W. Jasper Blackburn, US-amerikanischer Politiker († 1899)

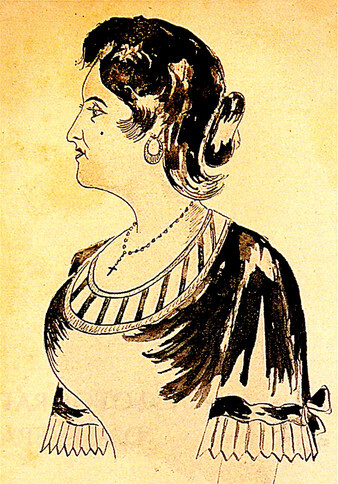
Maria Severa

- 26. Juli: Maria Severa, portugiesische Fado-Sängerin († 1846)
- 28. Juli: Fjodor Radezki, russischer General († 1890)
- 02. August: John Tyndall, irischer Physiker († 1893)
- 03. August: Luther Orlando Emerson, US-amerikanischer Komponist († 1915)
- 04. August: Pellegrino Artusi, italienischer Literaturkritiker († 1911)
- 06. August: Donald Smith, 1. Baron Strathcona and Mount Royal, kanadischer Unternehmer, Politiker und Diplomat († 1914)
- 06. August: Louis Christiaan van Goudoever, niederländischer Mediziner († 1894)
- 08. August: Julius Stern, deutscher Musikpädagoge, Dirigent und Komponist († 1883)
- 09. August: James H. Goss, US-amerikanischer Politiker († 1886)
- 10. August: Enoch Louis Lowe, US-amerikanischer Politiker († 1892)
- 12. August: Awdotja Jakowlewna Panajewa, russische Schriftstellerin († 1893)
- 15. August: Adolph von Pfretzschner, bayerischer Politiker († 1901)
- 26. August: Bernhard Anemüller, deutscher Historiker, Archivar und Bibliothekar († 1896)
- 26. August: James Harlan, US-amerikanischer Politiker († 1899)
- 26. August: Wilhelm Oechelhäuser, geheimer Kommerzienrat und Generaldirektor († 1902)
- 29. August: Otto Spamer, Buchhändler und Verleger († 1886)
- 30. August: George Frederick Root, US-amerikanischer Komponist und Musikpädagoge († 1895)
- 30. August: Hardin Richard Runnels, US-amerikanischer Politiker († 1873)
- 30. August: William Paine Sheffield, US-amerikanischer Politiker († 1907)

### September/Oktober

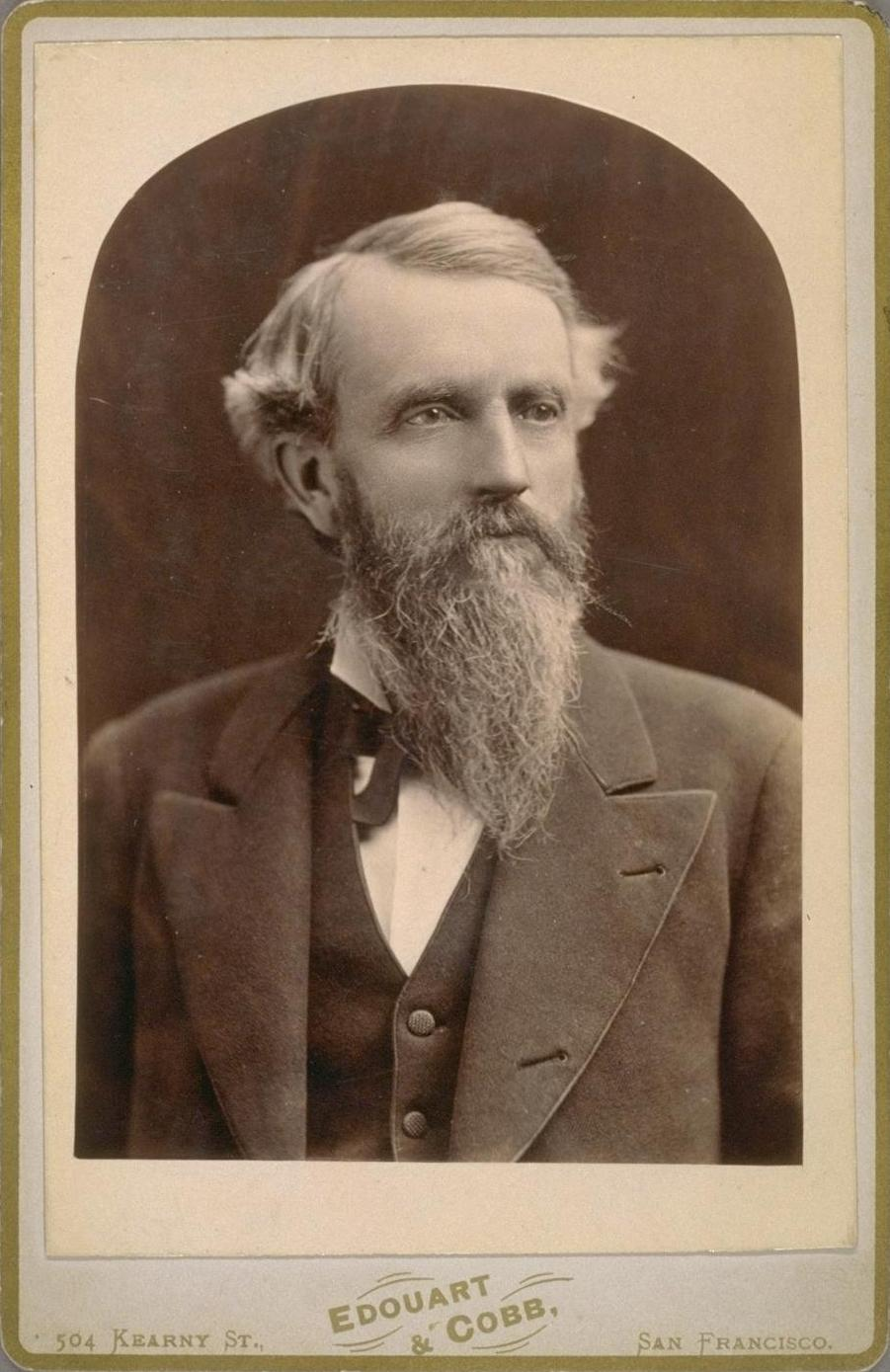
George Hearst

- 03. September: George Hearst, US-amerikanischer Bergbaumagnat und Senator († 1891)
- 05. September: Georg Vierling, deutscher Komponist († 1901)
- 08. September: Godfrey Frankenstein, deutschamerikanischer Maler († 1873)
- 08. September: William Thomas Hamilton, US-amerikanischer Politiker († 1888)
- 14. September: Otto Hendel, deutscher Buchdrucker und Verleger († 1898)
- 14. September: Václav Levý, tschechischer Bildhauer († 1870)
- 15. September: Hermann Becker (DFP), deutscher Politiker († 1885)
- 16. September: Johannes Horkel, deutscher Philologe und Schulleiter († 1861)
- 17. September: Émile Augier, französischer Dramatiker († 1889)
- 17. September: Earl Van Dorn, US-amerikanischer General († 1863)
- 23. September: Engelbert Lanz, österreichischer Komponist und Musikpädagoge († 1904)
- 27. September: Wilhelm Siegmund Teuffel, deutscher Altphilologe († 1878)
- 29. September: Johan Andersson, schwedischer Bischof († 1894)
- 29. September: David Clopton, US-amerikanischer Politiker († 1892)
- 29. September: Henri d’Artois, als Heinrich V. französischer (Titular-)König († 1883)
- 01. Oktober: Ludwig Meyn, deutscher Agrarwissenschaftler († 1878)
- 04. Oktober: Joseph Maximilian von Maillinger, bayerischer General und Kriegsminister († 1901)

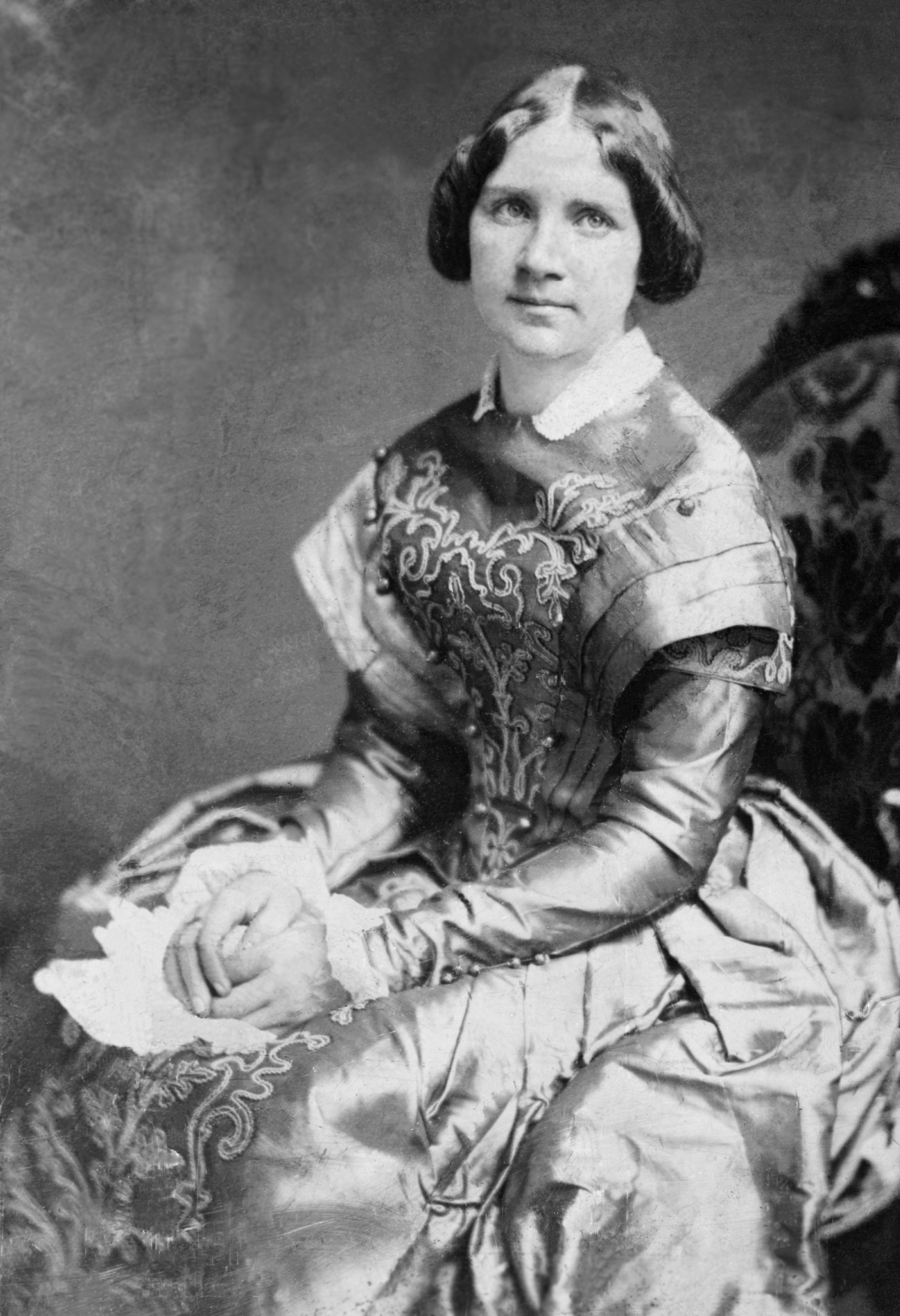
Jenny Lind

- 06. Oktober: Jenny Lind, schwedische Sängerin († 1887)
- 10. Oktober: Johann Heinrich Ammann, Schweizer Jurist und Politiker († 1867)
- 13. Oktober: Hans von Raumer, deutscher Politiker, Abgeordneter der Frankfurter Nationalversammlung († 1851)
- 17. Oktober: Édouard Albert Roche, französischer Mathematiker († 1883)
- 18. Oktober: Heinrich Richter, deutscher Schauspieler, Theaterregisseur und Hochschullehrer († 1896)
- 18. Oktober: Samuel Benton, Brigadegeneral der Armee der Konföderierten Staaten von Amerika im Sezessionskrieg († 1864)
- 21. Oktober: Zsigmond Kovács, ungarischer römisch-katholischer Bischof († 1887)
- 23. Oktober: Carl Feer-Herzog, Schweizer Politiker, Unternehmer und Eisenbahnpionier († 1880)
- 24. Oktober: Eugène Fromentin, französischer Schriftsteller, Kunstkritiker und Maler († 1876)
- 25. Oktober: Walter A. Burleigh, US-amerikanischer Politiker († 1896)

### November/Dezember

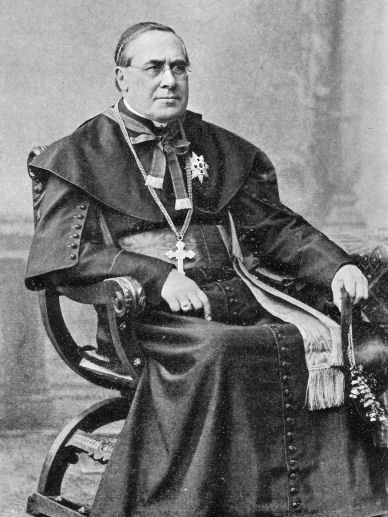
Fürsterzbischof Anton Joseph Gruscha

- 03. November: Carl Friedrich Wilhelm Böttcher, deutscher Orgelbauer († 1883)
- 03. November: Anton Josef Gruscha, Kardinal und Erzbischof der Erzdiözese Wien († 1911)
- 13. November: Eugene Casserly, US-amerikanischer Politiker († 1883)
- 14. November: Edmond Membrée, französischer Komponist († 1882)
- 16. November: Henri Duvernoy, französischer Musikpädagoge, Organist und Komponist († 1906)
- 18. November: James W. Abert, US-amerikanischer Ingenieuroffizier und Kartograf († 1897)
- 19. November: Christoph Heinrich Boehringer, deutscher Apotheker und Unternehmer († 1882)
- 19. November: Josephine von Wertheimstein, Salonnière der Wiener Ringstraßenepoche († 1894)
- 21. November: Enno Wilhelm Hektor, Autor sozialkritischer Texte († 1874)
- 22. November: Angelo Panzini, italienischer Komponist und Musikpädagoge († 1886)
- 24. November: Hermann von Ramberg, österreichischer General († 1899)
- 27. November: Eduard Suter, Schweizer Jurist und Politiker († 1891)

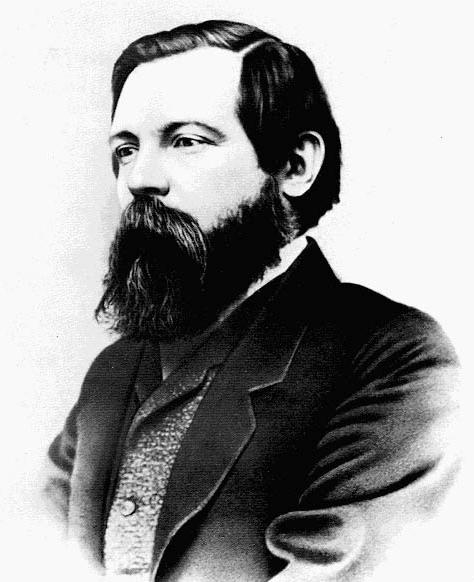
Friedrich Engels

- 28. November: Friedrich Engels, deutscher Philosoph, Politiker und Militärhistoriker († 1895)
- 29. November: Ferdinand von Herff, deutschamerikanischer Arzt und Chirurg († 1912)
- 29. November: Ferenc Szoldatits, ungarischer Maler († 1916)
- 03. Dezember: Albrecht Rudolf Rüetschi, Schweizer evangelischer Geistlicher und Hochschullehrer († 1903)
- 08. Dezember: Rochus von Liliencron, Germanist und Musikhistoriker († 1912)
- 08. Dezember: Carl Friedrich Werner Michael Waldhauer, deutsch-baltischer Augenarzt († 1899)
- 12. Dezember: James L. Pugh, US-amerikanischer Politiker († 1907)
- 17. Dezember: Berthold v. Freydorf, badischer Offizier († 1878)
- 18. Dezember: Karl Becker, deutscher Maler und Präsident der Berliner Akademie († 1900)
- 20. Dezember: Mary Hemenway, US-amerikanische Philanthropin und Mäzenin († 1894)
- 21. Dezember: Heungseon Daewongun, Regent des koreanischen Königreiches Joseon († 1898)
- 21. Dezember: Tomás Martínez Guerrero, Präsident von Nicaragua († 1873)
- 25. Dezember: Édouard Imer, französischer Maler († 1881)
- 27. Dezember: Ignaz Reimann, deutscher Lehrer, Kirchenmusiker und Komponist († 1885)
- 31. Dezember: Helene Demuth, Haushälterin von Jenny und Karl Marx († 1890)

### Genaues Geburtsdatum unbekannt

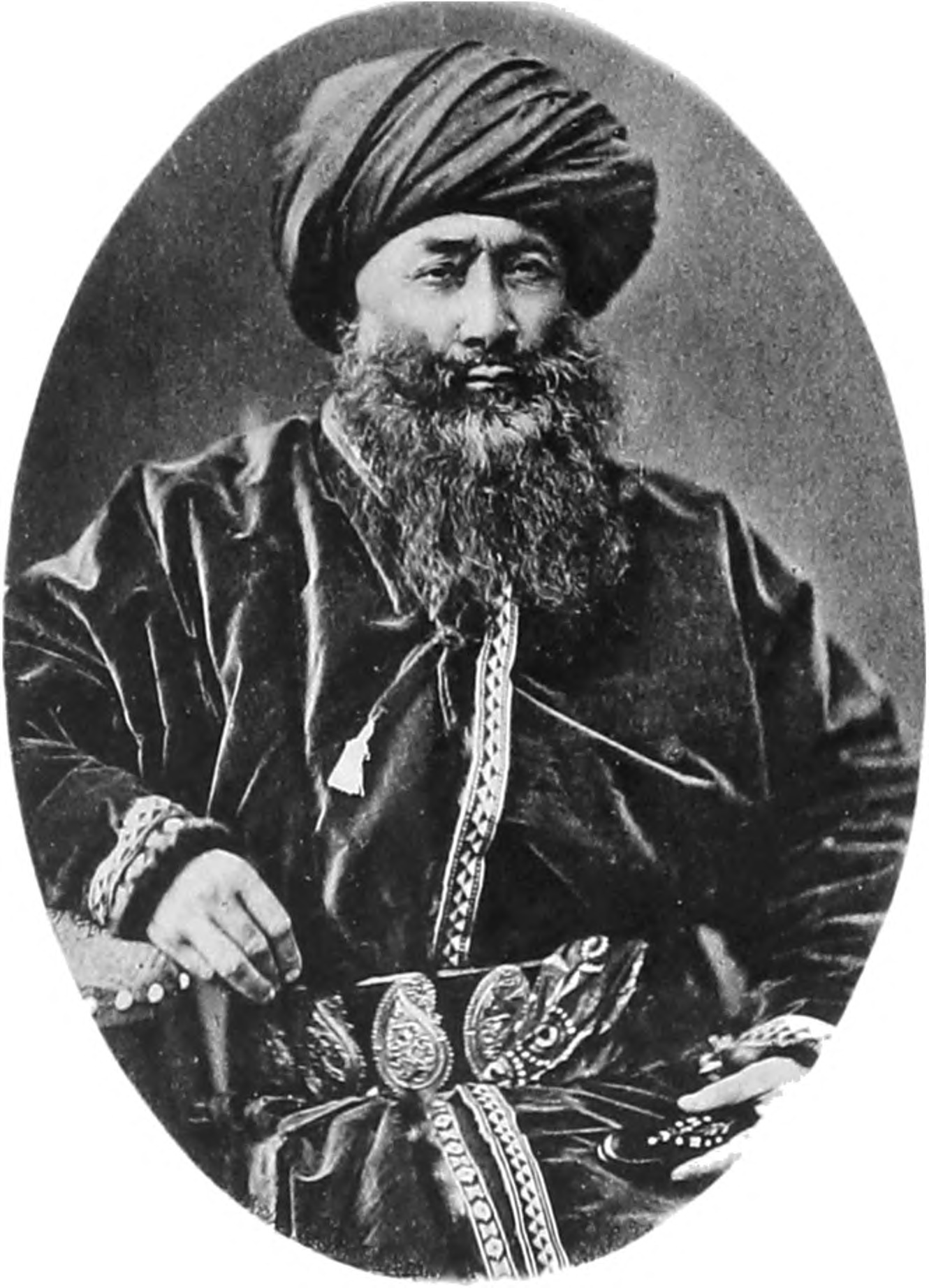
Jakub Bek in einem Buch von 1898

- Jakub Bek, Herrscher des Reichs von Jetti-Schahr († 1877)
- Jan Dobrzański, polnischer Journalist, Revolutionär und Theaterleiter († 1885)
- Adam Hamilton, englischer Organist, Dirigent, Bratschist und Komponist († 1907)
- Wladimir Georgijewitsch Kastrioto-Skanderbek, russischer Komponist († 1879)

## Gestorben

### Januar bis April

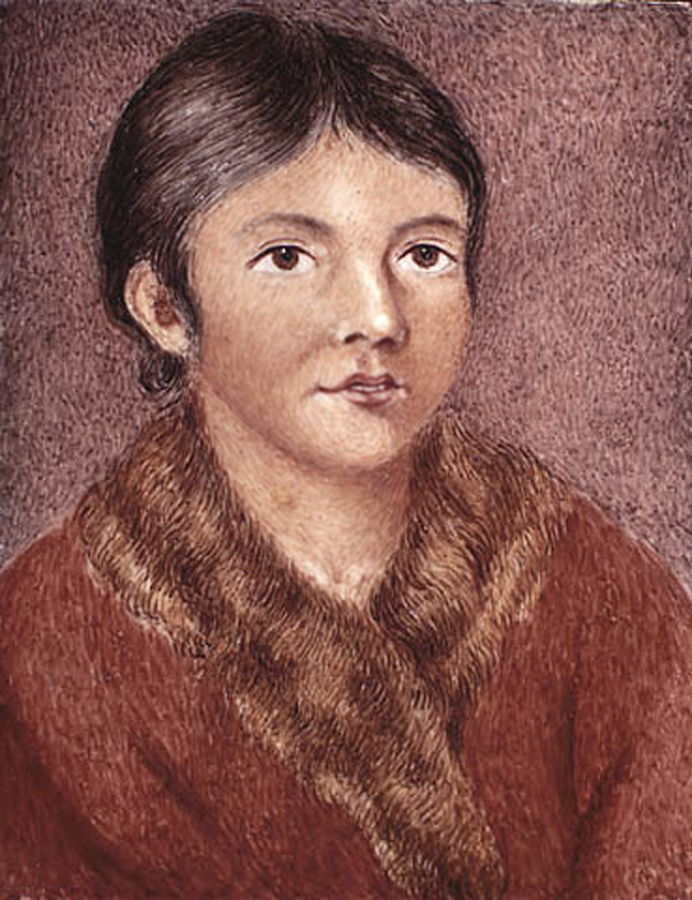
Demasduit

- 08. Januar: Demasduit, Beothuk (* um 1796)

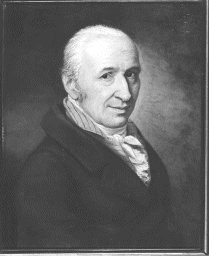
Paul Wolfgang Merkel

- 16. Januar: Paul Wolfgang Merkel, Kaufmann, Politiker und MdL (* 1756)
- 21. Januar: Ambroise Marie François Joseph Palisot de Beauvois, französischer Naturwissenschaftler (* 1752)
- 23. Januar: Eduard, Herzog von Kent, vierter Sohn König Georgs III. (* 1767)
- 25. Januar: Joseph Franz Weigl, österreichischer Cellist (* 1740)
- 28. Januar: Ádam Pálóczi Horváth: ungarischer Schriftsteller, Volksliedsammler und Komponist (* 1760)
- 29. Januar: Georg III., britischer König und König von Hannover (* 1738)
- 30. Januar: Josepha Barbara Auernhammer, österreichische Pianistin und Komponistin (* 1758)
- 03. Februar: Gia Long, Begründer und erster Kaiser der vietnamesischen Nguyễn-Dynastie (* 1762)
- 05. Februar: Tadeusz Brzozowski, Ordensgeneral der Societas Jesu (* 1749)
- 05. Februar: William Ellery, Unterzeichner der Unabhängigkeitserklärung der USA (* 1727)
- 07. Februar: Zamor, französischer Revolutionär bengalischer Herkunft (* 1762)
- 10. Februar: Anna Elisabeth Luise von Brandenburg-Schwedt, Gattin des Prinzen Ferdinand von Preußen (* 1738)
- 11. Februar: Karl von Fischer, deutscher Architekt (* 1782)
- 11. Februar: Heinrich Johann Otto König, deutscher Rechtswissenschaftler und Hochschullehrer (* 1748)
- 13. Februar: Peleg Arnold, US-amerikanischer Jurist und Politiker (* 1751)
- 14. Februar: Charles Ferdinand de Bourbon, Sohn des späteren Königs Karl X. (* 1778)
- 17. Februar: Franz Regis Clet, Missionar in China (* 1748)
- 23. Februar: Alojzy Feliński, polnischer Schriftsteller (* 1771)
- 29. Februar: Johann Joachim Eschenburg, deutscher Literaturhistoriker (* 1743)
- 07. März: Ludwig Engelbert Marie Joseph Augustin, Herzog von Arenberg, Aarschot und Meppen und Fürst von Recklinghausen (* 1750)
- 08. März: Jean-Melchior d’Abadie, französischer Militär (* 1748)
- 11. März: Benjamin West, anglo-amerikanischer Maler (* 1738)
- 12. März: Alexander MacKenzie, britischer Geograph und Entdecker (* 1764)
- 15. März: Klemens Maria Hofbauer, Prediger, Stadtpatron von Wien (* 1751)
- 21. März: Carl Friedrich Ludwig Moritz von Isenburg-Birstein, Fürst zu Isenburg und Büdingen (* 1766)
- 22. März: Stephen Decatur junior, US-amerikanischer Marineoffizier (* 1779)
- 26. März: Charles Blagden, britischer Arzt und Naturforscher (* 1748)
- 27. März: Gerhard von Kügelgen, deutscher Maler (* 1772)
- 28. März: Josef Speckbacher, Tiroler Freiheitskämpfer (* 1767)
- 29. März: Salomé de Gélieu, Schweizer Pädagogin und Erzieherin (* 1742)

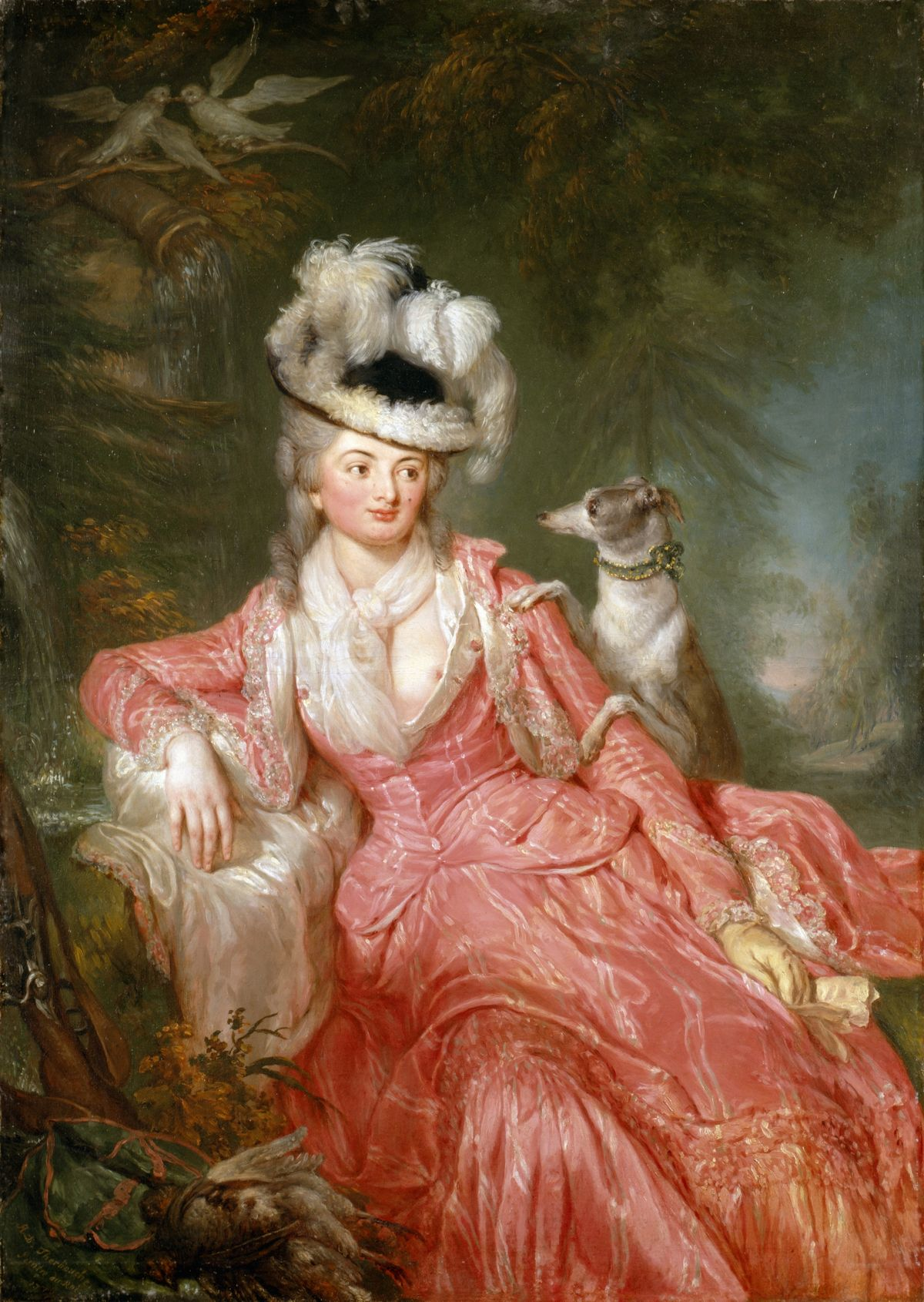
Wilhelmine von Lichtenau

- 09. April: Angelo Anelli, italienischer Librettist und Schriftsteller (* 1761)
- 14. April: Levi Lincoln, US-amerikanischer Jurist und Politiker (* 1749)
- 19. April: Eberhard Friedrich Bacmeister, preußischer Jurist und Beamter (* 1750)
- 25. April: Constantin François Volney, französischer Reisender und Geschichtsphilosoph (* 1757)
- 25. April: Johann Peter Bucher, deutscher Rechtswissenschaftler (* 1740)
- 26. April: Christian Zais, deutscher Architekt (* 1770)
- 29. April: Otto von Arnim, deutscher Regierungsbeamter (* 1785)

### Mai bis August
- 11. Mai: Ursula Wolf-Zellweger, Schweizer Stifterin und Wohltäterin (* 1735)
- 14. Mai: Paul Struck, deutscher Komponist (* 1776)
- 16. Mai: Gottlieb Friedrich Abel, deutscher Kupferstecher und Botaniker (* 1763)
- 17. Mai: Vincenzo Brenna, italienisch-russischer Architekt und Maler (* 1741)
- 20. Mai: Karl Ludwig Sand, Burschenschafter und Mörder von August von Kotzebue (* 1795)
- 21. Mai: François Callinet, französischer Orgelbauer (* 1754)
- 21. Mai: Jakob Moralt, deutscher Musiker (* 1780)
- 23. Mai: Ferdinand Attems, österreichischer Politiker (* 1746)
- 29. Mai: Christian Konrad Wilhelm von Dohm, preußischer Diplomat und aufklärerischer Schriftsteller (* 1751)
- 01. Juni: August Ferdinand Bernhardi, deutscher Sprachforscher und Schriftsteller (* 1769)
- 07. Juni: Pierre Louis Louvel, Attentäter des Charles-Ferdinand, duc de Berry (* 1783)
- 09. Juni: Wilhelmine von Lichtenau, Geliebte von Friedrich Wilhelms II. von Preußen (* 1752)
- 18. Juni: Johann Diederich Otto Zylius, deutscher Hauslehrer und physikalischer Privatgelehrter (* 1764)
- 19. Juni: Joseph Banks, englischer Naturforscher (* 1743)
- 20. Juni: Manuel Belgrano, argentinischer Anwalt, Politiker und General (* 1770)
- 25. Juni: Aaron Kitchell, US-amerikanischer Politiker (* 1744)
- 30. Juni: Sigismund Anton von Hohenwart, Fürsterzbischof der Erzdiözese Wien (* 1730)

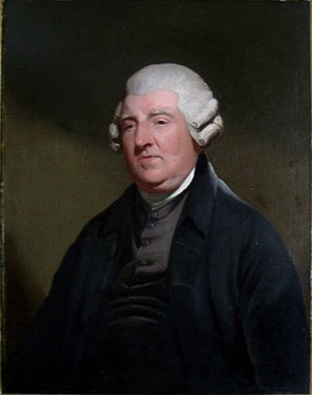
Peter Dollond

- 02. Juli: Peter Dollond, englischer Optiker (* 1730)
- 06. Juli: Franz Johann Joseph von Reilly, österreichischer Verleger und Kartograf (* 1766)
- 11. Juli: Frederick Traugott Pursh, deutsch-kanadischer Botaniker und Gärtner (* 1774)
- 30. Juli: Ewald Georg von Massow, preußischer Staatsminister und Oberlandeshauptmann für Schlesien (* 1754)
- 07. August: Elisa Bonaparte, Schwester von Napoleon Bonaparte (* 1777)
- 09. August: Anders Sparrman, schwedischer Naturkundler (* 1748)
- 11. August: János Lavotta, ungarischer Komponist (* 1764)
- 11. August: Peter Josef Cramer von Clauspruch, Offizial in Köln (* 1752)
- 12. August: Nathaniel Pearce, britischer Abenteurer, Afrikareisender und Reiseschriftsteller (* 1779)
- 16. August: Johann Georg Scheffner, deutscher Jurist, Schriftsteller und Freimaurer (* 1736)
- 27. August: Christian Philipp Wolff, deutscher Bildhauer, Stuckateur und Baumeister (* 1772)

### September bis Dezember
- 02. September: Jiaqing, Kaiser von China (* 1760)
- 13. September: Adelheid von Anhalt-Bernburg-Schaumburg-Hoym, Prinzessin von Anhalt-Bernburg-Schaumburg-Hoym, Erbprinzessin zu Lübeck und Prinzessin zu Holstein-Oldenburg (* 1800)
- 13. September: François-Christophe Kellermann, 1. Herzog von Valmy, französischer Pair und Marschall (* 1735)
- 14. September: François-Joseph Lefebvre, Marschall von Frankreich (* 1755)

Marie Bigot

- 16. September: Marie Bigot, französische Pianistin und Komponistin (* 1786)
- 19. September: Johann Georg Meusel, deutscher Historiker und Lexikograf (* 1743)
- 21. September: Joseph Rodman Drake, US-amerikanischer Dichter (* 1795)
- 26. September: Daniel Boone, US-amerikanischer Pionier und Grenzer (* 1734)
- 03. Oktober: Ludovit Václav Lachnit, tschechischer Komponist (* 1746)
- 05. Oktober: Augustin Barruel, französischer Jesuit und Verschwörungstheoretiker (* 1741)
- 08. Oktober: Henri Christophe, Präsident und König von Haiti (* 1767)
- 11. Oktober: James Keir, schottischer Chemiker und Industrieller (* 1735)

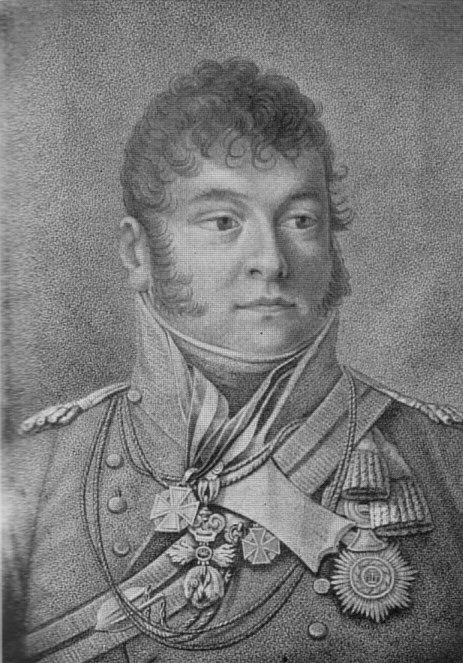
Karl Philipp Fürst zu Schwarzenberg

- 15. Oktober: Karl Philipp zu Schwarzenberg, österreichischer General (* 1771)
- 18. Oktober: Jacques-Victor Henri, Kronprinz von Nord-Haiti (* 1804)
- 02. November: Vincenc Tuček, tschechischer Komponist (* 1773)
- 05. November: William Richardson Davie, US-amerikanischer Politiker (* 1756)
- 16. November: Jean Lambert Tallien, französischer Revolutionär (* 1767)
- 20. November: James Harris, britischer Diplomat (* 1746)
- 30. November: Johann Jakob Cella, deutscher Jurist (* 1756)
- 02. Dezember: Johann Jürgen Busch, deutscher Bildhauer (* 1757)
- 02. Dezember: Marie-Victoire Lemoine, französische Malerin (* 1754)
- 06. Dezember: Karl Christian Tittmann, deutscher evangelischer Theologe (* 1774)
- 17. Dezember: Nathaniel Hazard, US-amerikanischer Politiker (* 1776)
- 25. Dezember: James Burrill, US-amerikanischer Politiker (* 1772)
- 26. Dezember: Joseph Fouché, französischer Politiker (* 1759)
- 29. Dezember: Pauline Christine Wilhelmine zur Lippe, Regentin des deutschen Fürstentums Lippe (* 1769)

### Genaues Todesdatum unbekannt
- James Lloyd, US-amerikanischer Politiker (* 1745)
- Robert Tinkler, britischer Seemann auf der Bounty (* 1775)